# Václav Antonín z Kounic-Rietbergu
Václav Antonín kníže z Kounic a Rietbergu (německy Wenzel Anton Reichsfürst von Kaunitz-Rietberg, 2. února 1711, Vídeň – 27. června 1794, Mariahilf u Vídně) pocházel ze staré moravské šlechtické rodiny Kouniců. Od mládí se uplatňoval jako diplomat ve službách Habsburků, byl vyslancem v Turíně, Bruselu a Paříži. Své schopnosti prokázal v závěru válek o rakouské dědictví jako vyjednavač při uzavření Cášského míru (1748). Od roku 1753 zastával ve Vídni funkci státního kancléře, v níž dalších téměř čtyřicet let patřil k předním osobnostem zahraniční i domácí politiky habsburské monarchie. Roku 1764 mu byl za zásluhy udělen říšský knížecí titul (Reichsfürst) a roku 1776 i český knížecí titul. Patřil k iniciátorům tereziánských reforem ve státní správě a významným osobnostem osvícenství. Po smrti Marie Terezie jeho vliv na politiku klesal, ale ve funkci státního kancléře se udržel až do roku 1792. Byl také významným pozemkovým vlastníkem na Moravě a pokračovatelem stavebních a mecenášských aktivit Kouniců, dokončil výstavbu hlavního rodového sídla ve Slavkově.

## Život

### Mládí, studia a cesty

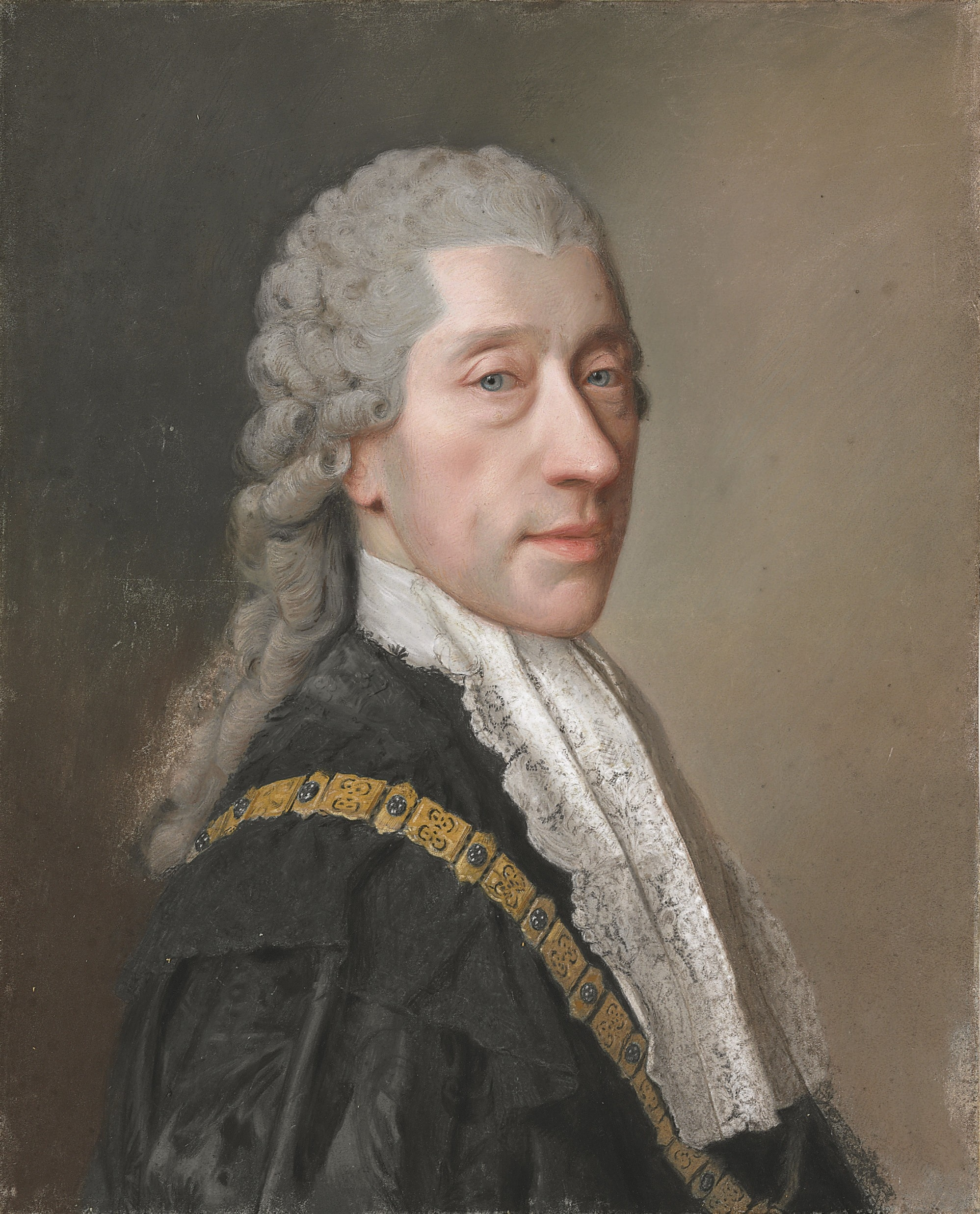
Václav Antonín Kounic-Rietberg s řetězem Řádu zlatého rouna (Jean-Étienne Liotard, 1762)

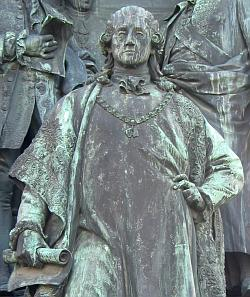
Václav Antonín Kounic, socha ve Vídni

Václav Antonín z Kounic-Rietbergu byl synem moravského zemského hejtmana Maxmiliána Oldřicha z Kounic. Jeho otec získal sňatkem i vestfálské hrabství Ostfriesland-Rietberg. Stejně jako otec a děd se i Václav Antonín vydal na diplomatickou dráhu. Vystudoval práva a historii v Lipsku (únor 1731 – červenec 1732). Posléze se vydal na kavalírskou cestu. Zavedla jej do obojího Nizozemí, Itálie (nejdéle pobýval v Římě – od ledna do června 1733), Francie (stěžejní je jeho pobyt v Paříži od srpna do prosince 1733) a Lotrinska. Z cesty se vrátil v únoru 1734 na počátku války o polské dědictví.

### Státnická dráha
Od roku 1735 byl Václav Antonín z Kounic-Rietbergu v císařských státních službách. Od roku 1737 byl říšským dvorním radou,. V letech 1741–1743 byl císařským vyslancem v Sardinském království v Turíně, kde se osvědčil a byl přeložen do Bruselu jako nejvyšší hofmistr arcivévodkyně Marie Anny, respektive zplnomocněný ministr ve správě Rakouského Nizozemí (dnešní Belgie). V roce 1744 byl jmenován skutečným císařským tajným radou. Po předčasném úmrtí Marie Anny pobýval na svých statcích v Německu a v roce 1748 se účastnil vyjednávání míru v Cáchách. V letech 1750–1753 byl císařským velvyslancem v Paříži.
Po 39 let (1753–1792) byl Kounic odpovědný za císařskou zahraniční politiku jako domácí, dvorský a státní kancléř. V této funkci působil za vlády Marie Terezie, Josefa II., Leopolda II. i Františka II. Zastával vnější politiku zaměřenou proti Velké Británii, což byla zřetelná změna kurzu oproti jeho předchůdci Janu Kryštofu z Bartensteina. Se záměrem znovu získat Slezsko ztracené ve válce s Pruskem uzavřel roku 1756 obranný pakt s Francií (Versailleská smlouva), o který usiloval již od roku 1749, známý též jako „Změna aliancí“ (renversement des alliances), jakož i spolek s Ruskem, díky čemuž se Rakousko po vypuknutí sedmileté války roku 1756 mohlo o obě tyto mocnosti opřít. Během této války byl Kounic nejbližším poradcem císařovny Marie Terezie a mnoho vojenských rozhodnutí učinil i sám. Poté, co Rusko z paktu vystoupilo, podněcoval hrabě Kounic mírové snahy, které roku 1763 vyvrcholily uzavřením míru na zámku Hubertusburg. Poté uplatňoval protiruskou politiku, z čehož chtěl vyzískat podporu Pruska. Po neúspěchu této snahy se vrátil znovu ke spojenecké politice s Ruskem.
Roku 1761 se ve Svídnici stal svobodným zednářem a členem vídeňské lóže „U tří děl“ (Zu den drei Kanonen). Do řádu iluminátů byl přijat pod jménem 'Caesar', přičemž doba přijetí a také řádové jméno nejsou jisté. Kounic obýval palác na vídeňské Herrengasse a také Kounický palác na dnešní Amerlingstraße č. 6, později využívaný jako škola.
Roku 1764 mu byl za zásluhy udělen říšský knížecí titul (Fürst von Kaunitz-Rietberg). Dne 27. ledna 1776 byl jmenován českým knížetem. Již v roce 1749 získal Řád zlatého rouna a při příležitosti sňatku arcivévodkyně Marie Kristina Habsbursko-Lotrinská s princem Albertem Sasko-Těšínským obdržel Řád sv. Štěpána (1766).
Jako poradce a spolutvůrce reforem Josefa II. prosadil Kounic proti Marii Terezii nabytí Haliče v prvním dělení Polska. Varoval však před spolčením s Pruskem a válečným tažením proti revoluční Francii, stejně jako před druhým dělením Polska. V březnu 1792 nazval francouzského ministra jakobínem. Roku 1793 Kounic odstoupil z funkce poté, co František II. postoupil některá polská území Prusku a rakouské državy v Nizozemí chtěl vyměnit za Bavorsko.
Kromě zahraniční politiky se Kounic zabýval i vnitřními záležitostmi s cílem přivést monarchii oslabenou válkami zpět mezi evropské mocnosti. Prosadil řadu reforem, jimiž postupně reorganizoval státní správu, finanční správu, školství a posléze i správu zemskou.
Z jazyků nejraději mluvil a psal francouzsky, stejně tak dobře ovládal němčinu. Uměl ale také latinsky, italsky, anglicky a česky, z dochovaných svědectví současníků ale vyplývá, že češtinu ovládal nejméně ze všech uvedených jazyků. Stejně jako jeho předchůdci se věnoval chovu koní, sám proslul jako výborný jezdec. Na zámku ve Slavkově dokončil architektonicky zajímavou budovu koníren, významnou jízdárnou disponoval také ve svém vídeňském paláci.
Po smrti byl mumifikován a pohřben v rodové hrobce Kouniců ve Slavkově u Brna.

## Majetkové poměry a stavební aktivity

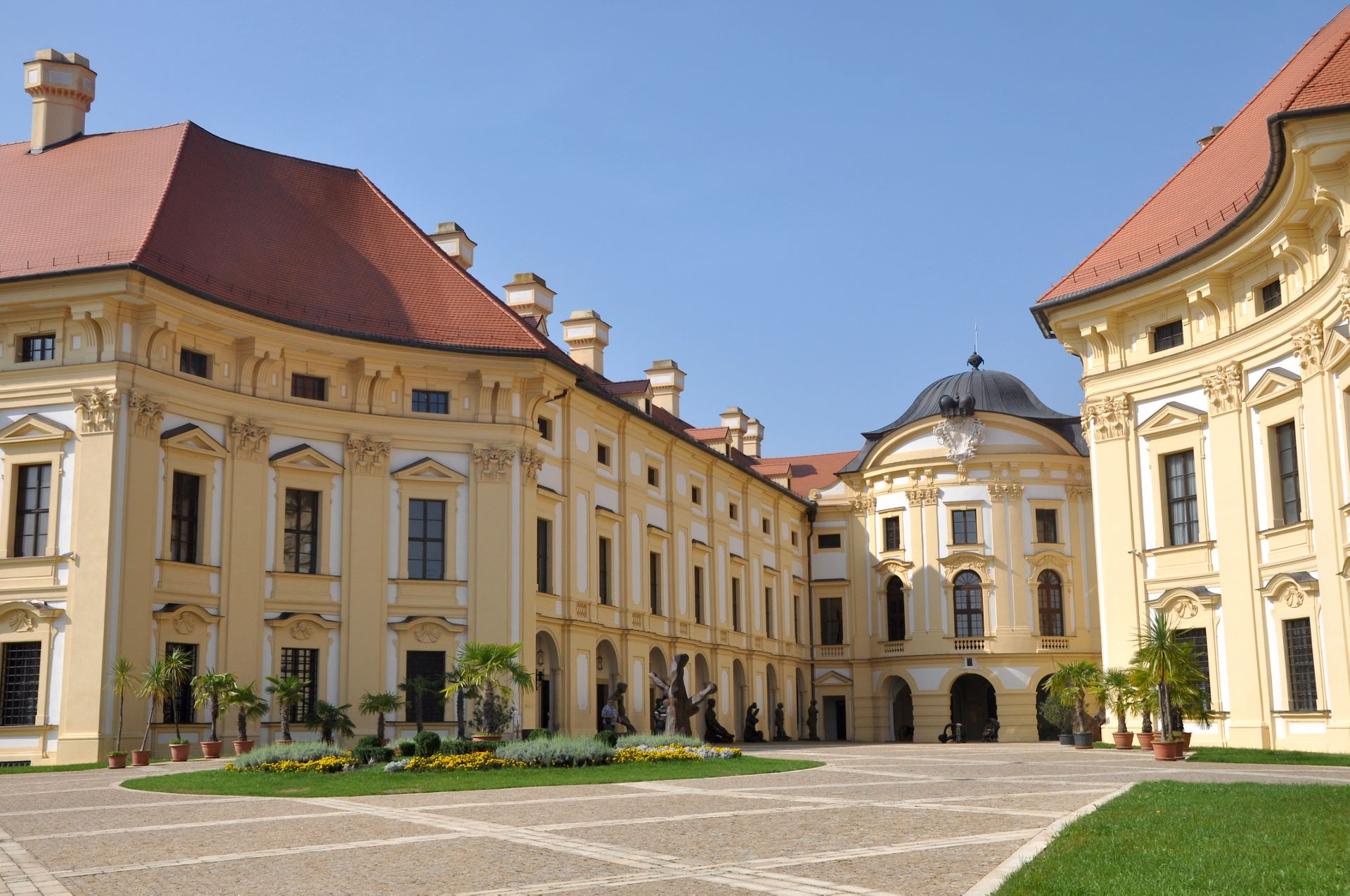
Zámek Slavkov

Po otci byl Václav Antonín dědicem hlavních rodových majetků na jižní Moravě, panství Slavkov a Uherský Brod, která byla v předchozích generacích nákupy rozšířena o řadu vesnic a menších statků. Podle josefínského katastru z roku 1785 měl Kounicův majetek hodnotu 1 625 000 zlatých a po Lichtenštejnech a Ditrichštejnech byl v té době třetím nejbohatším šlechticem na Moravě. Obě panství byla od roku 1705 vázána statutem fideikomisu. Rozlohou bylo větší panství Uherský Brod, ale rezidenčním městem Kouniců byl od 17. století Slavkov blíž k Brnu i Vídni. Okázalý barokní zámek ve Slavkově začal budovat již Dominik Ondřej z Kounic koncem 17. století, projekt zemřelého Domenica Martinelliho později dokončil kounický stavitel Václav Petruzzi. V roce 1748 při své cestě na Moravu navštívila Slavkov Marie Terezie s manželem Františkem Štěpánem Lotrinským (Václav Antonín však nebyl přítomen, protože byl v té době delegátem na mírovém kongresu v Cáchách). Slavkovský zámek byl úplně dokončen až v roce 1752, dalších patnáct let trvala výzdoba interiérů. Václav Antonín díky svému širokému rozhledu a kulturním zájmům zásadním způsobem přispěl k rozšíření slavkovské zámecké obrazárny a knihovny. Na rozdíl od svých předchůdců věnoval Václav Antonín méně pozornosti Uherskému Brodu. Zatímco Dominik Ondřej a Maxmilián Oldřich obohatili Uherský Brod o řadu staveb barokního stylu, Václav Antonín na tomto panství akcentoval jen hospodářský přínos.

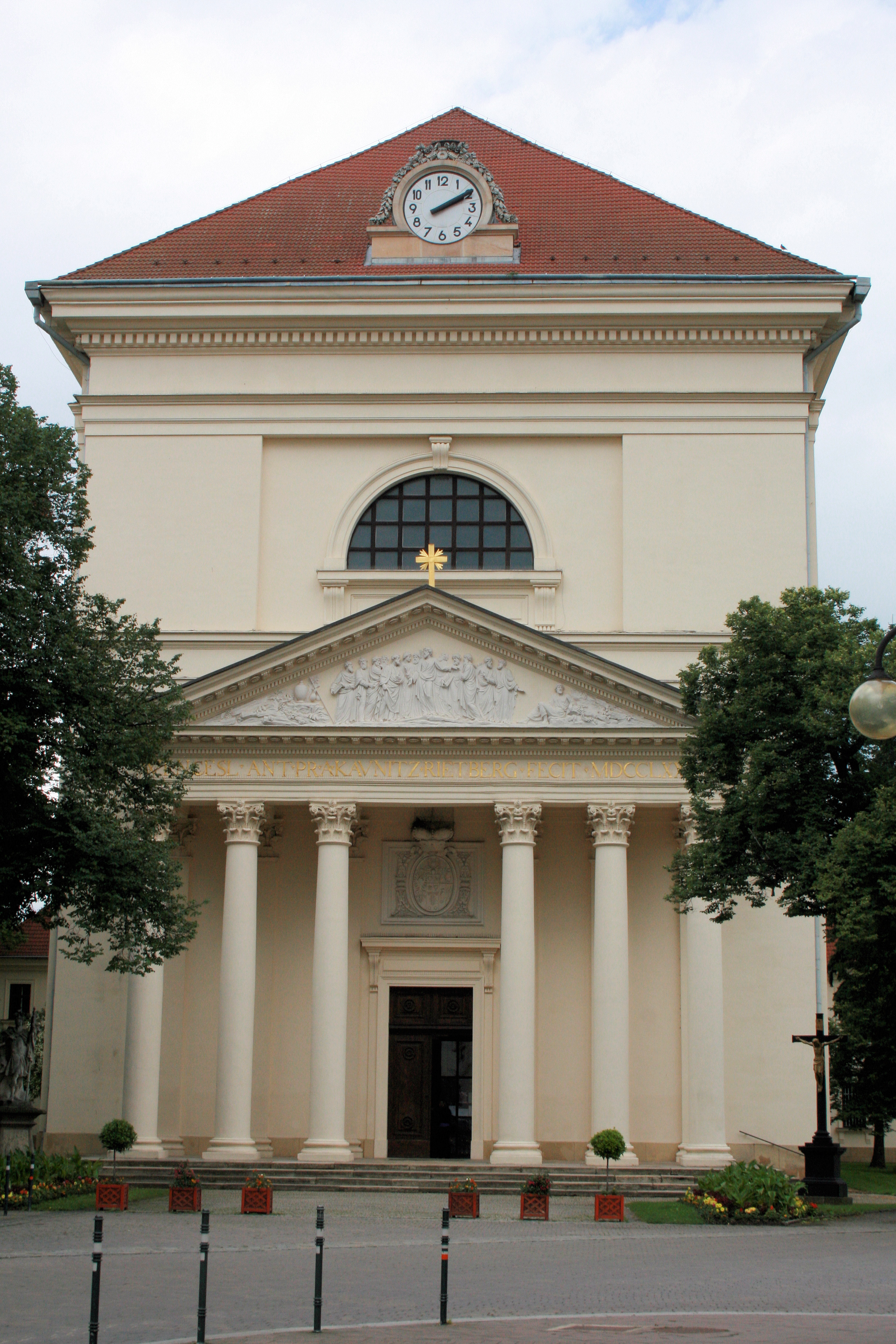
Kostel Vzkříšení Páně ve Slavkově

Rozšiřováním areálu slavkovského zámku a přilehlého francouzského parku s hodnotnou sochařskou výzdobou došlo k zásahům do struktury města včetně demolice farního kostela. Václav Antonín poté několik let plánoval výstavbu nového kostela, k níž došlo až v letech 1786–1789 v poloze severovýchodně od zámku (Kostel Vzkříšení Páně). Vznikla tak ojedinělá památka sakrální architektury ve stylu klasicismu, protože za vlády Josefa II. a jeho reforem omezujících moc katolické církve se nové kostely stavěly jen výjimečně.
Dalším majetkem Kouniců bylo panství Luka nad Jihlavou poblíž Jihlavy. Také zde dokončil Václav Antonín výstavbu barokního zámku, kde se opět uplatnil stavitel Václav Petruzzi. Zámek v Lukách byl dokončen v roce 1747 zřízením kaple v prvním patře zámecké budovy. Lukám věnoval Václav Antonín pozornost i v jiných směrech, v roce 1755 dosáhl povýšení obce na městečko a od roku 1755 zde fungovala také manufaktura na sukno. Kounicové měli podíl také na dokončení novostavby kostela sv. Bartoloměje (1763). Formálně byl majitelem panství Dominik Ondřej II. z Kounic, který byl ale do roku 1760 nezletilý a poté ještě několik let pobýval v zahraničí nebo u armády a ke všem výše zmíněným aktivitám je zmiňováno jméno Václava Antonína, který panství fakticky spravoval. V roce 1769 bylo panství Luka prodáno, za 154 000 zlatých je koupil rod Widmannů.
Václav Antonín zajišťoval několik let také správu dědictví po rodu Questenbergů za nezletilého syna Dominika Ondřeje II. (1739–1812). Poslední mužský potomek Questenbergů hrabě Jan Adam z Questenberka (1678–1752) zemřel bezdětný a majetek odkázal rodině své manželky Marie Antonie, rozené Kounicové (1708–1778). Jednalo se o panství Jaroměřice nad Rokytnou na Vysočině a Bečov nad Teplou v západních Čechách. Původně předurčeným dědicem těchto majetků byl druhorozený syn Václava Antonína Mořic Quirin (1738–1751), který však zemřel předčasně na neštovice. Jeho nástupcem se stal třetí syn Dominik Ondřej II., který byl v době vymření Questenbergů (1752) nezletilý. Formálně byla poručnictvím pověřena ovdovělá Marie Antonie Questenbergová, rozená Kounicová, do správy majetku ale zasahoval významným způsobem i její bratr Václav Antonín Kounic. Marie Antonie často pobývala v Jaroměřicích, později ale přesídlila do Vídně a převzala také dohled nad výchovou dětí Václava Antonína poté, co ovdověl. Pro Bečov nad Teplou dosáhl Václav Antonín významného městského privilegia v roce 1755, kdy se Marie Terezie definitivně vzdala lenního práva českých panovníků k Bečovu. V roce 1753 byla v Bečově dokončena novostavba barokního zámku pod hradem. Na zakladatelské aktivity Kouniců v západních Čechách dodnes odkazují názvy předměstí Kounice v Horním Slavkově nebo obce Nové Kounice na panství Javorná.
Po matce Marii Františce, rozené hraběnce Ostfriesland-Rietberg (1686–1758), byl dědicem říšského hrabství Rietberg, které až do počátku 19. století patřilo k samostatným státním celkům ve Svaté říši římské (dnešní Severní Porýní-Vestfálsko). Správu hrabství Rietberg vedl Václav Antonín převážně korespondenčně s pověřeným úřednictvem.
Ve Vídni byl kancléřovým sídlem palác ve čtvrti Mariahilf, který koupil v roce 1753 po svém návratu z Paříže a později jej nechal ve dvou etapách nákladně přestavět.

## Rodina
Ve vídeňské katedrála sv. Štěpána se v květnu 1736 oženil s hraběnkou Marií Ernestinou ze Starhembergu (1717–1749), dcerou nejvyššího štolby Františka Antonína ze Starhembergu. Měli spolu sedm dětí, z nichž dva synové zemřeli v dětství. Další čtyři synové profitovali na otcově vlivném postavení a ještě za jeho života dosáhli vysokých postů v diplomacii, státní správě, u dvora a v armádě.
- 1. Arnošt Kryštof (1737–1797), diplomat, moravský zemský hejtman 1770–1772, nejvyšší dvorský maršálek 1789–1797, velvyslanec v Neapoli 1763–1770, ⚭ 1761 Marie Leopoldina z Oettingen-Spielbergu (1741–1795)
- 2. Mořic Quirin (1738–1751)
- 3. Dominik Ondřej II. (1739–1812), diplomat, nejvyšší štolba císařského dvora 1807–1812, ⚭ 1762 Marie Bernardina z Plettenberg-Wittemu (7. března 1743 – 22. prosince 1779)
- 4. Maxmilián Oldřich (1741–1754)
- 5. František Václav (1742–1825), c.k. polní zbrojmistr, zemský velitel v Haliči a na Moravě, císařský komoří 1760–1825, svobodný a bezdětný
- 6. Josef Klement (1743–1785), diplomat, velvyslanec ve Švédsku, Rusku a Španělsku, svobodný a bezdětný
- 7. Marie Antoinetta (1745–1769), ⚭ 1763 Kryštof Vilém hrabě z Thürheimu (1731–1769), zemský hejtman a místodržitel v Horním Rakousku 1763–1786

Jeho vnučka Marie Eleonora (1775–1825) se provdala za pozdějšího nástupce v jeho úřadě, knížete Klementa Václava z Metternichu.